# Joseph Bridau

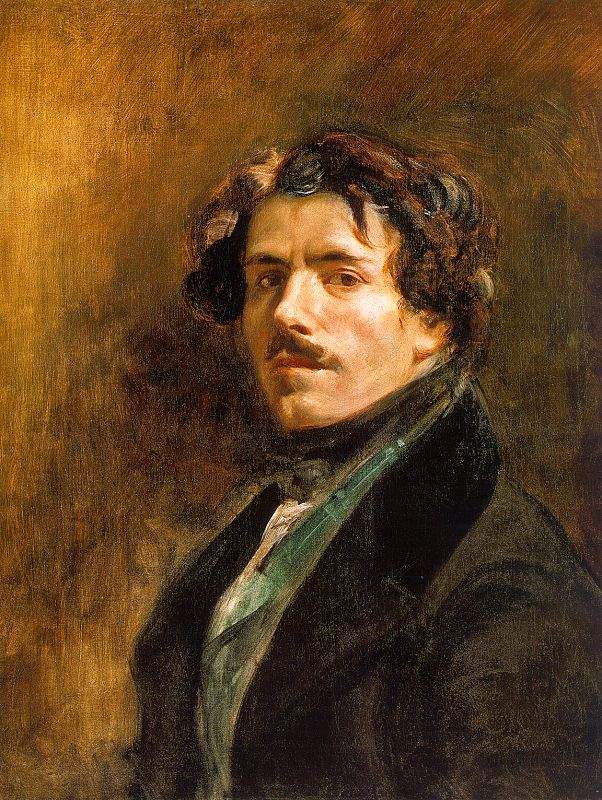
Autoretrado de Eugène Delacroix.

Joseph Bridau é uma personagem da La comédie humaine de Honoré de Balzac. Nascido em 1799 em Paris, aparece pela primeira vez em 1808 em La Rabouilleuse. Seu pai, ministro de Napoleão Bonaparte, morre. O Imperador toma para si a educação dele e de seu irmão Philippe Bridau, dando-lhes uma bolsa para o Liceu imperal, o que permite a Joseph seguir seus estudos de arte sem atrapalhar o orçamento limitado de sua mãe, Agathe Bridau, que, apesar disso, tem uma preferência visível por seu irmão mais velho, violento e criminoso.
Diz-se que esta personagem é uma construção romancesca à qual contribuem muitos personagens. O mais citado é Eugène Delacroix, pintor romântico. "Vê-se muito Eugène Delacroix em Joseph Bridau, o pintor estreante de La Rabouilleuse, sem dúvida devido à descrição física do jovem (Delacroix era pequeno e tinha uma grande cabeça). Ele chega a ser batizado de Eugène Bridau em Entre savants".
Ele reaparece em quase todos os romances da Comédia que tratam de arte como arquétipo do artista íntegro e inspirado. Um pouco desprezado por sua mãe, que não atribuiu nenhum valor a seu talento, ele é mantido desde sua estréia por seu mestre, Gros, pelo Cenáculo, de que faz parte, e mais tarde por uma influente mulher de letras, Félicité des Touches.
Muito ligado a Hyppolyte Schinner, outro pintor de talento, em La Bourse, e com o desenhista Jean-Jacques Bixiou, ele se mostra muito severo com o pintor Grassou em Pierre Grassou, em que ele corrige duas pinturas burguesas do colega, suplicando que deixe de pintar telas por dinheiro. O trabalho e o talento de Joseph Bridau são finalmente coroados por prêmios, e ele entra para o Instituto e termina muito rico, graças a uma herança inesperada.